# Bonnenprikker

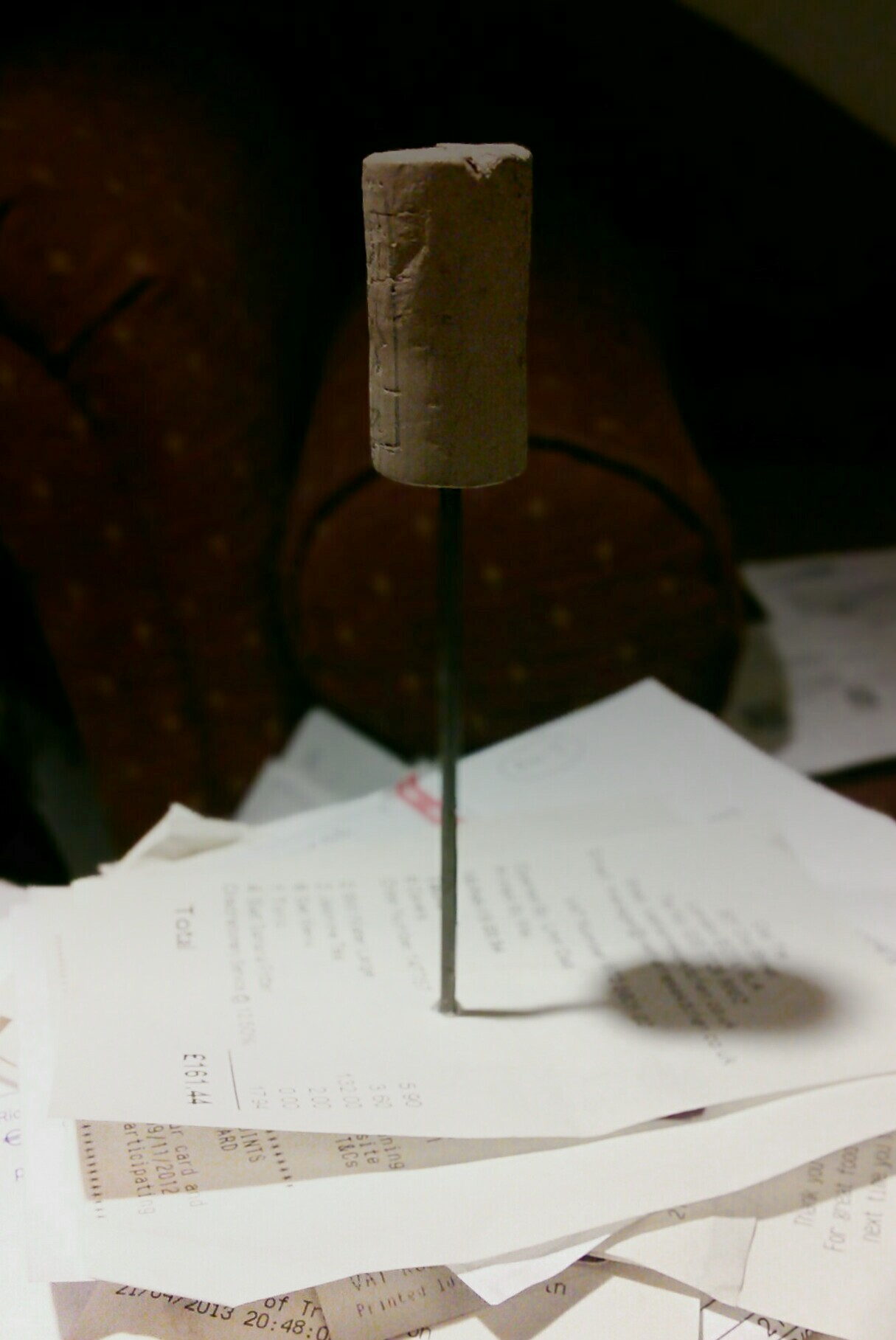
Een bonnenprikker met een kurk op de punt om te voorkomen dat iemand zich er per ongeluk aan prikt.

Een bonnenprikker of liaspen is een kantoorartikel dat bestaat uit een rechtopstaande prikker bevestigd op een klein rond voetstuk. Dergelijke prikkers worden vooral gebruikt om losse bonnetjes op te kunnen spietsen, zodat deze kleine papieren niet zoek raken of weg dwarrelen.

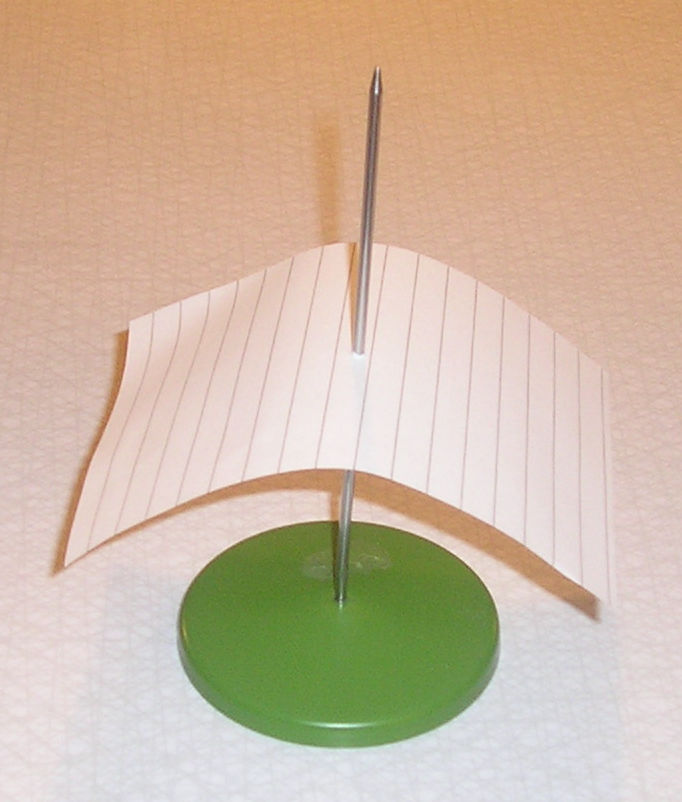
Een bonnenprikker.